# Биће
Биће (грч. τὸ ὄν, лат. ens, стсл. бъітиѥ, нем. sein, енгл. being) је филозофски појам који означава оно што јесте. Све стварно и ништа нестварно спада у домен бића. Појам бића понекад означава и индивидуално постојање (нпр. живо биће, људско биће, итд.). Промишљање бића има средишње место у западној филозофији од Парменида до Хајдегера. Наука о бићу се назива онтологија.
Битак (грч. to einai, лат. esse – „бити“) је најапстрактнији филозофски појам који не означава никакво појединачно или одређено биће, већ присуство бића у целини. Битак је унутрашњи принцип бића, оно по чему јесте све што јесте. Битак је извор односно темељ бића.
Битак је супстантивирани инфинитив глагола „бити”, средишњи појам филозофије. За разлику од бића, битак у онтологији не означава више никакво биће или одређено нешто, а још мање тек бит нечега, него напросто присуство бића у целини, ништа друго него да биће уопште „јесте”, а не да није као што каже Парменид: „Јесте наиме битак, а небитак није”. Биће дакле може бити биће само по томе што јесте, што битак пребива у њему, подарује му његову сврховитост и чини га видљивим. Насупрот бићу, међутим, које увек мора бити ово или оно итд. у бескрај, укратко ма шта, али је као биће увек одређено и посредовано, ограничено и садржајно „нешто”, битак је напросто неограничен, неодређен и „бесадржајан”, и као лишеност свакога одређења он „је” заправо Ништа.
Строго узевши, о битку се стога не само не може рећи шта он јесте, него ни да уопште „јесте”, јер то би према уобичајеним правилима логике нужно значило да он истовремено није да није, тј. да у односу на Ништа не би био обухватан а тиме би већ спао на то да буде нешто што није ... све друго, и тако био сведен на биће. Ако, дакле, битак бивствује тако да истовремено „ништи” као Ништа, онда је свака логичка дефиниција битка немогућа, и то зато што је а) свако суђење упућено на претходно разумевање копуле „јесте” односно „није”, б) није могућа ни дефиниција родних појмова према правилу: definitio fit per genus proximum et differentiam specificam, јер ови немају даље вишега рода, а камоли тек нечега таквог што је в) више од свакога рода будући да је сама природа (fysis, како Грци називаху битак)!? Сваки се логички суд, наиме, служи копулом „јесте”, како би тим „предикативним” битком означио неко јединство С(убјекта) и П(редиката).
Дефиниција ипак претпоставља виши родни појам, у овом случају да је то „јесте” већ некако познато. Тако настаје својеврстан „онто-логички круг”: дефинисати се може само помоћу тога „јесте”, које управо тек треба да буду дефинисано.  Али како то да се њиме непрестано уистину дефинише све и сва, кад оно само остаје недефинисано и очито лежи изван досега свег дефинисања, дакле и логике уопште? Штавише, како то онда у свакидашњем животу ипак сви некако разумеју тај најопћенитији, неодредљив, логички недохватљив појам, схватају шта значи „бити”, иако никада нису ни чули за логику, а још мање за онтологију?
Да би се судило, мора се свагда казати „јесте”, мора се дакле претходно већ некако разумети битак.  Ово разумевање тек омогућује сваку синтезу С(убјекта) и П(редиката) у суђењу и тако упућује на једно пред-онто-логичко искуство битка што претходи свакој логици и погађа бит човека као раскривање бића из битка у историјски свет, што Маркс назива „праксом”.  На тај начин и онтологички круг добива своје разрешење: највиша опћенитост битка није више роднообухватног него аналогног карактера (analogia entis), и као Логос (Хераклит) сам преступа сваку бићевност бића што јест и видокруг говора логике о њему, управо зато што као раз-лог не може више бити образложена, јер утемељује сваку онто-логику.
Одатле Хегел може рећи да је „чисти битак и чисто Ништа једно те исто”, а Хајдегер на томе гради једну од фундаменталних дистинкција свога мишљења – онтолошку диференцију битка и бића, коју је метафизика „заборавила”, што изискује да се изнова пита о битку.
Уколико се за битак сматра нека материја (Талес је сматрао воду), то је материјализам, а ако се сматра нешто нематеријално (Платон је за битак сматрао идеје), то је идеализам. Уколико се сматра да је битак један (као што је сматрао Парменид) – онда је то монизам, а уколико се сматра да их има више (како су то сматрали питагорејци) – онда је то плурализам. Уколико се сматра да битак проистиче из божанства – то је теизам (ако божанстава има више то је политеизам, а ако је божанство само једно – монотеизам); уколико се сматра да је целокупна природа идентична са божанством – то је пантеизам.

## Терминологија
Биће је именица настала од глагола бити (стсл. бъіти, пие. bʰeu). Код различитих југословенских преводилаца овај појам је различито превођен у српскохрватски језик, па се за исти појам користе и речи бивство, бивствовање, бивствујуће, јестајуће, јество, бити, битије, битак и слично, чија се значења преплићу а често се користе и као синоними.
Битак је глаголска именица начињена од инфинитива глагола бити (упореди: питак и пити), ради превода немачког појма „das Sein“ и наглашавања онтолошке разлике. Језичко порекло од инфинитива указује да се битак може исказати и самим инфинитивом бити уколико је из контекста јасно да је реч о именичном значењу.

## Проблеми дефинисања бића
Биће као најуниверзалнији појам и темељни објект метафизике није могуће позитивно дефинисати због следећег:
- Појам изриче само крајњу апстракцију и каже само да нешто јесте, односно противи се ништавилу.
- Сваки суд претходно укључује разумевање копуле »јесте« одн. »није«; сваки се логички суд служи копулом »јесте« како би тим предикативним битком означио неки однос С и П.
- Није могућа ни дефиниција по роду и специфичној разлици (genus proximum et differentiam specifica), јер нема вишег рода; дефиниција међутим претпоставља виши родни појам, у овом случају да је то »јесте« већ некако познато. Тако настаје својеврстан »онтолошки круг«: дефинисати се може само помоћу тога »јесте«, које тек треба да буду дефинисано.

Честа грешка у овој области је третирање бића као именице која означава нарочито дубоку субјектну материју. То је паралелно третирању речи ништа као имена неке одређене ствари.

## Историја промишљања бића
Једно од централних питања филозофије гласи „зашто постоји нешто а не ништа?“

### Индијска филозофија
У индијској филозофији, свеобухватно биће се назива браман (санс. ब्रह्म), који је основ је свих бића, твари, времена, простора и свега постојећег у свемиру. Главни атрибути брахмана су вечан, постојан, непоколебљив, постојећи сам по себи, пун, нематеријалан, неограничен простором и временом, незахватљив чулном и разумском спознајом. Сваки облик засебног постојања је идентичан с њим, из њега потиче и њему се враћа. Индијска филозофија је посебно наглашавала идентитет брамана с индивидуалним сопством, атманом.

### Таоизам
Лао Це, оснивач таоизма, сматрао је да је искон свега оно неизрециво, што се не може исказати нити именовати.
"Тао који се може изразити
није вечни Тао.
Име којим се може именовати
није вечно име.
Безимено је исходиште неба и земље.
Именовано је мајка хиљаду ствари."
- Тао те ђинг

### Пресократовци
Битак у филозофији предсократоваца има значење искона (архе) свих ствари. За Талеса је то вода, за Анаксимандра безгранично (апејрон), за Анаксимена ваздух (аер). Анаксагора уводи појам нуса (грч. νοῦς – „ум, дух“) као основу настанка и бивања свих ствари. Међутим, право онтолошко истраживање започео је Парменид својим увидом: „биће јесте, небиће није“. Његова елејска филозофија тако своди целокупно битисање на биће, негирајући небиће као нешто логички незамисливо. Касније Демокрит и атомисти у филозофији о кретању атома претпостављају и постојање празнине, коју идентификују са небићем.

### Платон
Платон је изједначио „бити“ са „постојати вечито на исти начин“, начин неусловљености, несводљивости и вечног самоидентитета. За Платона, биће је једно самодовољно, савршено, непроменљиво и вечно нешто, идентификовано са појмом Добра или Богом, али чија веза са свакодневним светом остаје скривена. Он је биће поистоветио са вечним, непроменљивим идејама, насупрот привидном мењању материјалног света. У Платоновом учењу о највишим родовима бића такође се доказује и нужност постојања небића као супротности обухваћене самим појмом (Софист 258 а - 259 д).

### Аристотел
За Аристотела је биће (τὸ ὄν) све оно што поседује или на нужан начин може да поседује форму (односно идеју). Ове форме су различите трајности и, према томе, оно „бити“ је у различитој мери у њима присутно. Трајност форми (облика, идеја) зависи од мере присутности материје (тј. воде, ватре, ваздуха и земље) у њима. Вечне форме (вечна бића) не садрже у себи нимало материје, а она бића која су само материја (материјал) и која немају никаквог облика уопште и не постоје актуелно, него само потенцијално (тј. могла би да постоје делатно када би добила неки облик). Стога Аристотел разликује актуелна и потенцијална бића као крајности између којих се налазе сва остала коначна и променљива бића. Делатно биће (грч. ὄν ἐνέργεια, лат. ens in actu) је, према Аристотелу, стварно биће у строгом смислу речи, јер само оно на неки начин делује. Ваздух је, на пример, стварно биће јер у облику ветра може да делује, док празнина није стварна јер не може да делује. У складу с тим, највећа моћ деловања схватана је и као најстварније биће, док је малој моћи деловања приписивана занемарљива стварност. Стога је оно што уопште не делује схватано само као могућност бића – могућност да буде, да се роди, да оживи. Могуће биће (грч. ὂν δυνάμει, лат. ens in potentia) је, према Аристотелу, оно што још није, али може да буде, односно оно што сада не делује, али може да делује.

### Августин
Августин Хипонски је придао категоријама бића и небића моралну димензију. Као хришћанин, он је веровао да је све што је Бог створио и за чије је постојање одговоран добро. Зато је зло сматрао небићем, непостојањем, односно одсуством добра.

### Схоластика
| „                                       | Само биће јесте оно што је над свим најсавршеније: односи се, наиме, према свему као стварност. Ништа, наиме, нема остварености осим уколико јесте: стога само биће јесте остварење свих стварности, па и самих форми. | ” |
| — Тома Аквински, Сума теологије I, 4, 1 | |   |

Средњовековна схоластика је подробно разрадила Аристотелову категоризацију бића. Тако у оквиру Аристотеловог могућег бића настаје разликовање унутрашње могућег (лат. possibile internum), које у себи нема противречности, и споља могућег (лат. posibilitas externa), које може постојати снагом неког спољног узрока. Метафизички је могуће све што не укључује противсловље. А физички је могуће оно што природни узроци могу извести.
Случајно биће (лат. ens per accidens) је биће које нема разлог постојања по сопственим својствима, него по нечем другом (нпр. мирис не може бити без ствари која мирише). Такво биће претпоставља друго биће које има свој властити битак. Такође, случајно (акцидентално) биће значи и биће промене, без суштинске одређености.
Суштинско биће (лат. ens essentiale) је оно што је својим својствима одређено да буде једна одређена ствар, а не нешто друго.
Односно биће (лат. ens respective) је све оно што свој битак добија тек из неког односа. То је свако појединачно биће које је на неки начин условљено у своме битку (на пример, део неког пара супротности или последица у узрочном низу). Односно (релативно) биће се схвата као одређено тек у односу према неком другом бићу, при чему ово друго може бити у крајњој линији и апсолутно биће.
Мишљено биће (лат. ens rationis) је све оно што постоји само у људској свести, као мишљено биће, односно „биће разума“. Мишљена бића нису умишљена нити измишљотина, већ су утемељена на некој стварности. Међутим, сматра се да људски разум путем маште може стварати и представе којима у стварности ништа не одговара. Захваљујући томе могуће су лажи, заблуде, погрешна уверења и творевине маште.
Стварно биће (лат. ens reale) је све оно што актуелно постоји, односно било која ствар која има било какав облик који се може опажати чулима. Схоластичка традиција сматра да стварно биће мора бити лоцирано изван људског духа и да његов битак не зависи од тога да ли га људи опажају или знају за њега.
Идеално биће (лат. ens ideale) је све оно што постоји, али не као чулни предмет. У платонизму, идеално биће имају вечни облици (идеје) и сви математички облици. У аристотеловској традицији, идеално биће имају и све суштине, све оно што је предмет правог знања. Идеално биће разликује се од реалног само по томе што не може бити непосредно опажано чулима. Иначе, идеално биће је једнако делатно као и реално.
Апсолутно биће (лат. ens absolute) је у схоластичкој мисли назив за једно и једноставно (без делова) и савршено биће, односно назив за Бога.

### Спиноза
Спиноза одређује биће као „све оно што нам се, кад га опажамо, јасно и разговетно појављује као постојеће на нужан или бар на могући начин“.. Спиноза разликује биће-по-себи које дефинише као „оно, чија есенција садржи у себи егзистенцију, или оно, чија се природа не може схватити друкчије, него као постојећа." Спиноза такође разрађује античку дефиницију апсолутног бића у коју уместо атрибута једноставности, ставља атрибут бесконачности: „Биће апсолутно бескрајно, или Бог, поседује само од себе неограничену могућност да постоји“ (Етика I, примедба уз XI пропозицију, дефиниција VI).

### Хегел
За Хегела, биће је прва и најапстрактнија категорија: „Биће је појам једино по себи, чије су одредбе нешто што јесте.“. Хегел разликује „чисто“, односно неодређено „биће-по-себи“ од „одређеног бића-по-себи“. По апстрактности, Хегел је сматрао да „чисто биће и ништа јесу исто.“. Хегел још додаје: „Ништа што га будисти чине принципом свега, као и последњом крајњом сврхом и циљем свега иста је апстракција." (Е. Ф. Н. параграф 86 и 87). Хегел уводи појам бића-за-себе (нем. Für-sich-sein) које се најпре узима као „неодређена непосредност“, као оно што је неодређено и бесконачно и што се као такво најпре односи на само себе. Биће затим дијалектичким „посредовањем“ развија из себе остале „категорије“ и постаје одређена посредност. Но, да би постало одређено, односно „конкретно биће“, оно мора да подразумева друго биће или другобитак (Anderssein) као своју негацију, јер нема одређености (конкретности) без негације. Овај другобитак је „властити момент битка-по-себи". У том смислу Хегел напомиње да „атомистичка филозофија одређује апсолут као биће-за-себе, као једно и као мноштво једних." (Е. Ф. Н., примедба уз параграф 98). Тако би атом био биће-за-себе, оно засебно једно у којем нема различитости, али који не може бити нешто одређено без „негације“ тога једног истим таквим другим бићима. Пошто је индивидуум латински израз који одговара грчкој речи атом, људска јединка је стога такође биће-за-себе.

### Хајдегер
Хајдегер сматра да је читава западноевропска метафизика расправљајући о бићу, доспела у „заборав битка“, што изискује да се изнова запита. Стога он унутар своје „фундаменталне онтологије“ покушава да открије нову димензију филозофирања о битку. Хајдегер дефинише битак као оно што омогућује постојање сваког бића. Он на томе гради једну од фундаменталних дистинкција свога мишљења - онтолошку разлику појмова биће (Seienden) и битак (Sein).
По Хајдегеру, биће је појединачна или посебна манифестација онога бити (битка). Биће је свако појединачно постојеће, које има своју бит, без обзира на начин бивствовања (реални или идеални) или квалитет онога што јесте. Насупрот бићу, које је увек одређено и садржајно ограничено, битак је неограничен, неодређен и бесадржајан. Биће има своју бићевност (јестост, присуство) само по томе што учествује у битку, што указује на разлику бића и битка, која се често превиђа. Онтолошка разлика је стога разлика коју свака онтологија (сваки говор о бићу) имплицитно или експлицитно претпоставља: биће као појава јесте, па се подразумева да јесте по нечему (битак је у њему нужно „присутан") или по ничему (битак је у њему контингентно „присутан“, па је такво биће само привремено, уз стално присутну могућност да пређе у небиће).
Мартин Хајдегер је онтолошкој разлици придавао пресудан значај: „Онтологија се заснива на разликовању битка и бића“.

### Сартр
Жан-Пол Сартр у своме филозофском делу Биће и ништавило уводи разликовање бића по себи (en-soi) и бића за себе (pour soi). Биће за себе је модалитет постојања свести, која се састоји од сопствене активности и сврсисходне природе; биће по себи је самодовољно, масивно, контингентно бивствовање ствари.